# 洪泰庄站
洪泰庄站（工程名为榆树庄北站）是北京地铁16号线上一座车站，位于北京市丰台区看丹街道丰裕路与刘庄子路交叉口。这座车站是在地铁16号线开工后增设的，2023年12月30日随16号线剩余段一同开通。

## 车站结构

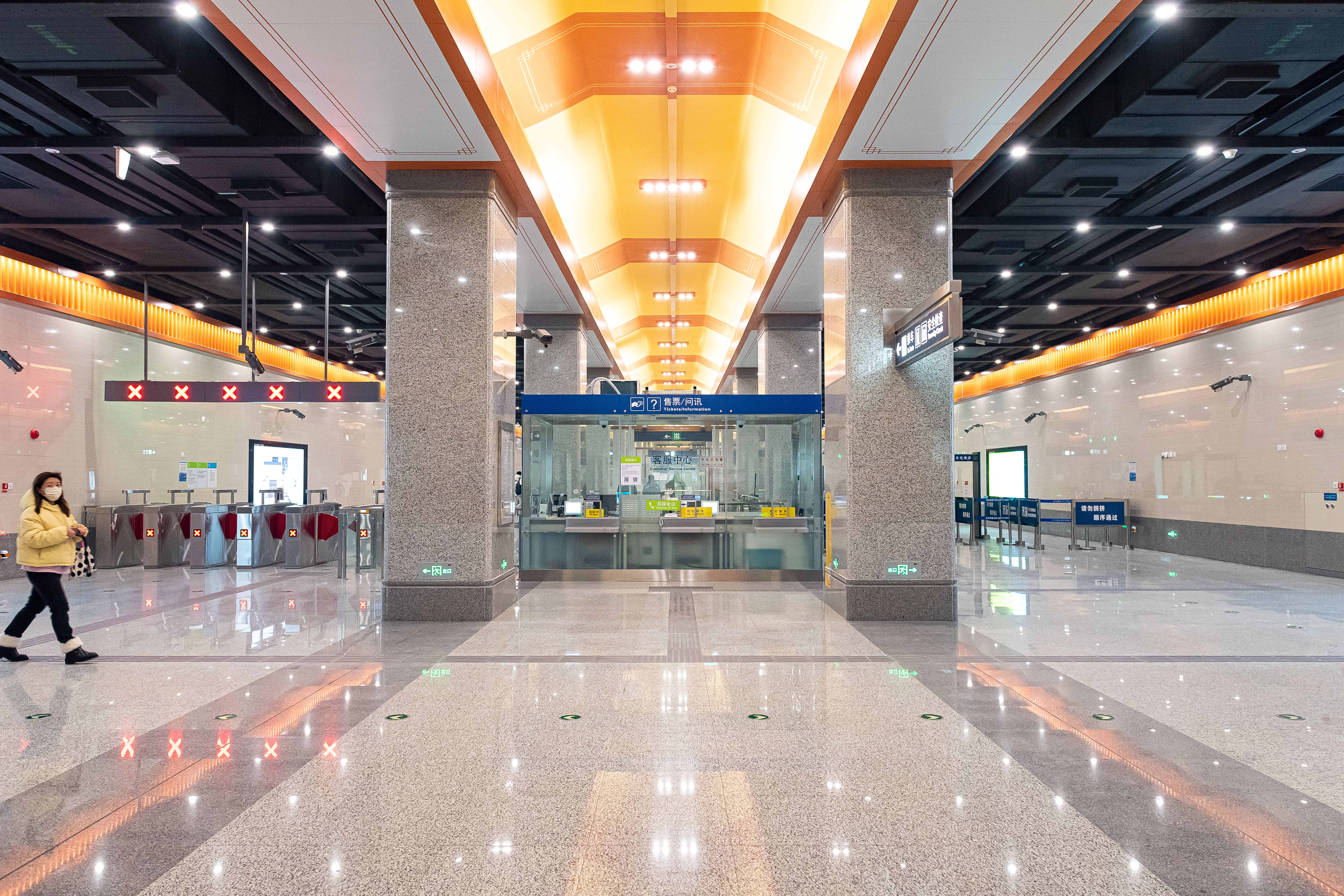
站厅

洪泰庄站为地下三层车站，沿刘庄子路东西向设置，岛式站台设计，建筑面积17561.71平方米，施工采用明挖法。本站设有3个出入口（初期开放A、D两个口），1个无障碍出入口，2组风亭。

### 车站楼层
| 地面层   | 出入口                     | A-D出入口                        |
| 地下一层 | 站厅                       | 客务中心、自动售票机、进出站闸机 |
| 地下二层 | 设备层                     |                                  |
| 地下三层 |                            | █ 16号线往北安河（榆树庄）       |
| 地下三层 | 岛式站台，左側開门         |                                  |
| 地下三层 | █ 16号线往宛平城（終点站） |                                  |

### 出入口
洪泰庄站初期只开放2个出入口。
|                       |                  |                  |      |                |
| 編號                  | 指示             | 建議前往的目的地 | 图片 | 无障碍设施图片 |
| 出口 · A · 升降机标志 | 刘庄子路（北侧） |                  |      |                |
| 出口 · D              | 刘庄子路（南侧） |                  |      | 不適用         |
| 註： 設有             |                  |                  |      |                |

## 历史

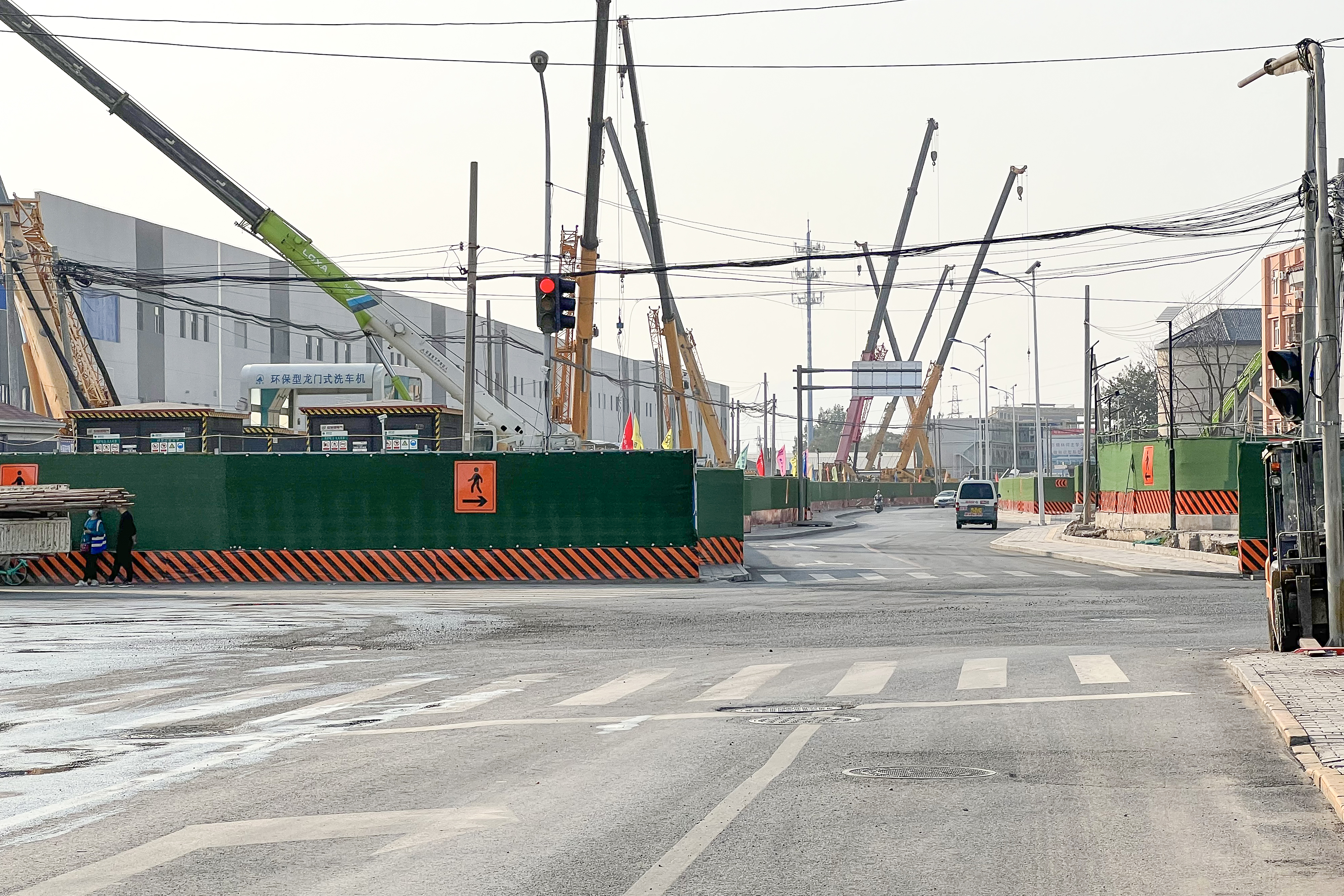
车站工地，南侧为榆树庄停车场

本站于2022年3月正式开工，2023年4月21日主体结构封顶。
2023年12月30日首班车起，本站随16号线剩余段一同开通。

## 名称
本站在宣布增设时称榆树庄北站，在2022年9月1日发布的《关于轨道交通16号线（木樨地站-宛平城站）工程沿线车站命名预案的公示书》中称洪泰庄站。
2022年11月1日，本站定名为洪泰庄站。